# 河惣益巳
河惣 益巳（かわそう ますみ、1959年3月27日 - ）は、日本の漫画家。愛知県豊橋市出身、在住。女性。曽祖父の稼業だった海産物問屋の屋号「川惣」から一文字「河」に変更し、ペンネームを『河惣益巳』とした。名前の「益巳」は気に入っているので本名をそのまま使っている。なお本名の名字は非公開。
1981年、『別冊花とゆめ』（白泉社）夏の号に掲載の『ツーリング・エクスプレス』でデビュー。

## 概要
アマチュア時代にアテナ大賞に応募した読み切り作品『ツーリング・エクスプレス』が第3席（昭和55年度）を受賞し、デビュー。漫画投稿、3本目の作品であった。
代表作に『ツーリング・エクスプレス』、『火輪』、『サラディナーサ』、『玄椿（くろつばき）』、『ジェニー・シリーズ』等。
デビュー作『ツーリング・エクスプレス』はその後シリーズ化され、本編完結後も「特別編」として描き続けられる人気シリーズとなった。日本や中国など東アジア文化にも造詣が深く、道教神話の世界をモチーフとした『火輪』では田中芳樹や井上祐美子など、中国ものを得意とする作家たちからも称賛を受けた。
2016年10月現在は、隔月誌『MELODY』にて大国に渦巻く陰謀を描く『蜻蛉（せいれい）』を、月刊誌『別冊花とゆめ』にて『ツーリング・エクスプレスEuro』を不定期連載中である。

## 『ツーリング・エクスプレス』と『ジェニー』
河惣のライフワークとも言えるこの両シリーズは同一の物語世界を描いており、登場人物は完全に共通である（主人公が異なる）。またこの2作品以外にも外伝的な読み切り中編が複数存在している（『モンストゥール・サクレ』『エーデルワイス』『マリン・ブルー・マリン』『メデューサ・リリー』等）。

## 作品リスト

### ツーリング・エクスプレス
- ツーリング・エクスプレス（1981年 - 1999年、花とゆめ・別冊花とゆめ） - 単行本全28巻、文庫版全14巻
- ツーリング・エクスプレス特別編（2000年 - 2008年、別冊花とゆめ） - 単行本全7巻、文庫版全4巻
- ツーリング・エクスプレスEuro（2009年 - 2018年、別冊花とゆめ・マンガPark） - 単行本全10巻

WEBマガジン「花丸漫画」にて連載中（2024年12月現在、※以降、各巻ともに単行本全1巻）
- ツーリング・エクスプレス〜メデューサ編〜（2018年 - 2019年）
- ツーリング・エクスプレス〜ノートルダム編〜（2019年 - 2020年）
- ツーリング・エクスプレス〜OR（）編〜（2020年 - 2021年）
- ツーリング・エクスプレス〜PT999（）編〜（2022年）
- ツーリング・エクスプレス〜ルージュ編〜（2022年 - 2023年[注 2]）
- ツーリング・エクスプレス〜ブラン編〜（2023年 - 2024年）

### ジェニー・シリーズ
- ジハード〈聖戦〉 〜 クルセイダー（1985年 - 2002年、花とゆめ・別冊花とゆめ） - 単行本シリーズ10巻、文庫版全5巻
- 炎の月（2002年 - 2011年[4]、別冊花とゆめ） - 単行本全7巻、文庫版全4巻
- スカーレット 〜炎の月番外編〜（2013年[5]、別冊花とゆめ） - 単行本全1巻

### その他
- マリン・ブルー・マリン（1982年、花とゆめ） - 単行本全1巻、文庫版全1巻
- サラディナーサ（1987年 - 1990年、花とゆめ） - 単行本全9巻、文庫版全5巻
- 風の城砦（1990年 - 1991年、花とゆめ） - 単行本全4巻、文庫版全2巻
- ミストラル-mistral-（1990年、セリエミステリー） - 単行本全1巻
- 火輪（1992年 - 1997年、花とゆめ） - 単行本全17巻、文庫版全8巻
- 神と鬼の国（1993年、花とゆめ） - 単行本全1巻、文庫版全1巻
- 花巡礼（1997年 - 1998年、花とゆめ） - 単行本全3巻、文庫版全2巻
- モンストゥール・サクレ（1997年 - 1998年、花とゆめプラチナ増刊） - 単行本全1巻、文庫版全1巻
- 玄椿（1998年 - 2010年、MELODY） - 単行本全12巻、文庫版全6巻
- メデューサ・リリー（1998年、別冊花とゆめ） - 単行本全1巻
- エーデルワイス（2003年 - 2004年、MELODY） - 単行本全1巻、文庫版全1巻
- 龍鳳（2003年 - 2008年、Silky） - 単行本全4巻、文庫版全2巻
- 鬼哭（2004年 - 2005年、MELODY） - 単行本全1巻
- 紅絹彩色─もみいろ─（2009年、Silky） - 単行本全1巻
- 色兼ネル（2011年[6] - 2014年、MELODY） - 単行本全4巻
- 蜻蛉（2015年[7] - 連載中、MELODY） - 単行本既刊14巻（2025年7月現在）
- 『河惣益巳キャラクターブック』（初版）白泉社、1988年11月30日。ISBN 4-592-73058-5。